# Pedro Guzmán García
Pedro Guzmán García (Madrid, 26 de setembre de 1925) va ser un ciclista espanyol que fou professional entre 1956 i 1959.

## Palmarès
- 1957
  - Vencedor d'una etapa de la Volta a Portugal

### Resultats a la Volta a Espanya
- 1956. Abandona
- 1957. 50è de la classificació general.